# Papurana elberti
Hylarana elberti es una especie de anfibio anuro de la familia Ranidae.

## Distribución geográfica
Es endémica de las islas de Timor y Wetar, en Indonesia y Timor Oriental.